# Банк желания
«Банк желания» (англ. Wish Bank) — это второй сегмент четвёртой серии первого сезона первого возрождения американского телесериала «Сумеречная зона».

## Сюжет
Молодая разведённая женщина Дженис Хэмиль вместе с подругой прогуливается по рынку, где собираются продавцы антикварных вещей, с целью избавиться от плохого настроения и различных проблем. Во время просмотра товаров Дженис видит старинную лампу, подобную лампе Аладдина, а из инструкции, выгравированной на ней, узнаёт, что её необходимо потереть для того, чтобы активировать. Сначала женщина относится к этому с большим скепсисом, однако чуть позже всё-таки начинает тереть лампу, после чего исчезает в клубах дыма.
Через некоторое время Дженис появляется в офисе необычного банка, который специализируется на исполнении желаний. Брокер мистер Брент, что принимает её, сообщает, что она может загадать три желания, после чего она загадывает, чтобы у неё было десять миллионов долларов наличными, выглядеть на десять лет моложе и чтобы у её бывшего мужа была сексуальная дисфункция в течение полутора лет. Далее мистер Брент сообщает, что при исполнении первого желания рисков нет, во время исполнения второго желания необходимо будет искать дополнительные ресурсы, а третьего — первые два желания могут быть аннулированы. Однако Дженис это не останавливает, и она подписывает необходимые документы, после чего становится в очередь.
Когда наступает её черёд, не очень приветливая женщина-клерк сообщает Дженис, что у неё не хватает «формы 604» и настаивает снова обратиться к её брокеру. В это время офис-менеджер мистер Уиллоуби освобождает мистера Брента за некачественно выполненное желание и предлагает Дженис собственную помощь, однако рабочий день банка заканчивается. Работники банка исчезают один за другим, также исчезает председатель банка, а чуть позже — и его клиентка Дженис. Вернувшись обратно к своей подруге, женщина ничуть не расстраивается, что её желания так и остались неосуществлёнными из-за нехватки времени и определённых бюрократических проблем, и покидает рынок, решив сюда больше не возвращаться.

## В ролях
| Актёр        | Роль            |
| ------------ | --------------- |
| Ди Уоллес    | Дженис Хэмиль   |
| Джули Кармен | Мэри Эллен      |
| Джули Пэйн   | клерк           |
| Харви Вернон | мистер Уиллоуби |
| Питер Лэнд   | мистер Брент    |